# Środa Śląska - polny zameczek
Środa Śląska polny zameczek – zamknięty przystanek osobowy w Środzie Śląskiej, w województwie dolnośląskim, w Polsce. Należał do kolei średzkiej, łączącej średzki rynek z magistralą kolejową i umożliwiającej dojechanie koleją do centrum miasta.